# 熊野神社 (流山市思井)
熊野神社（くまのじんじゃ）は千葉県流山市の神社。

## 概略と沿革
創建年代は不明である。境内には流山市内の地名「八木」の由来となったシイの木がある。むかし、熊野詣をした参拝者が村に戻った所、背負い籠の中に御幣とシイの実が入っていた。このシイを植えたところ、八本の幹（木）に分かれたことから「八木」と呼ばれるようになったという。
かつては神仏習合による熊野権現であったため、境内には多くの石仏がある。

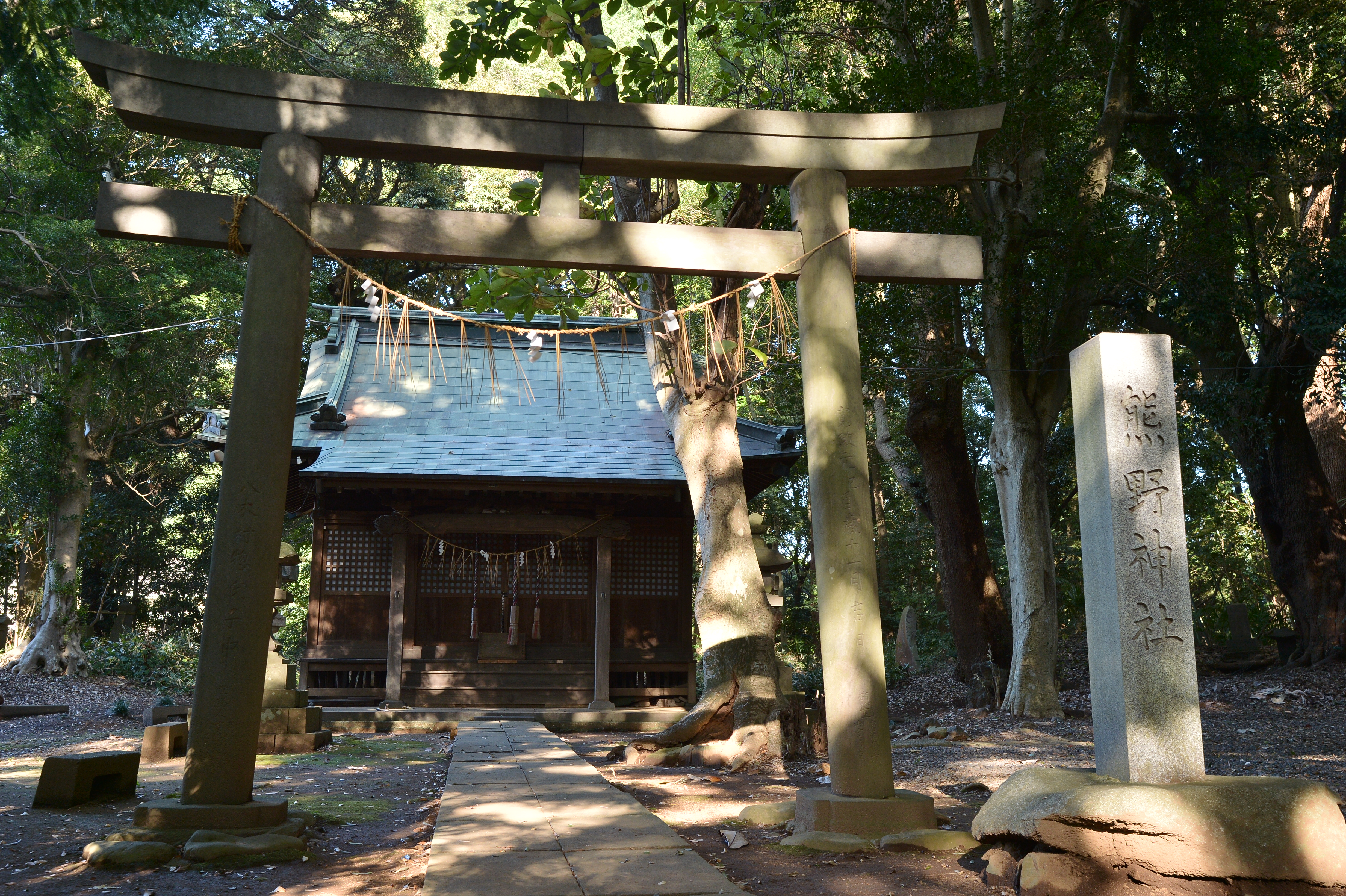
鳥居
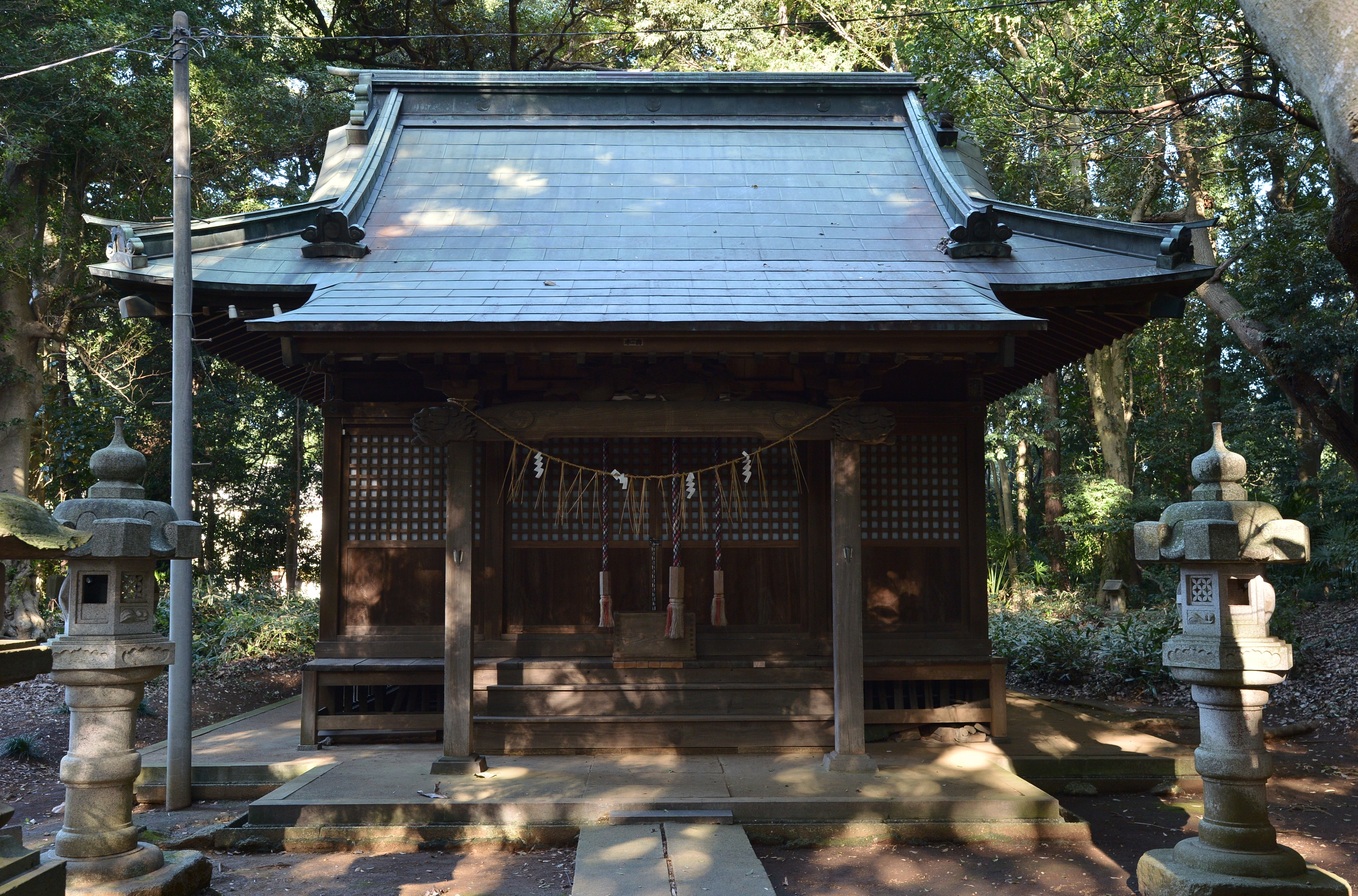
拝殿
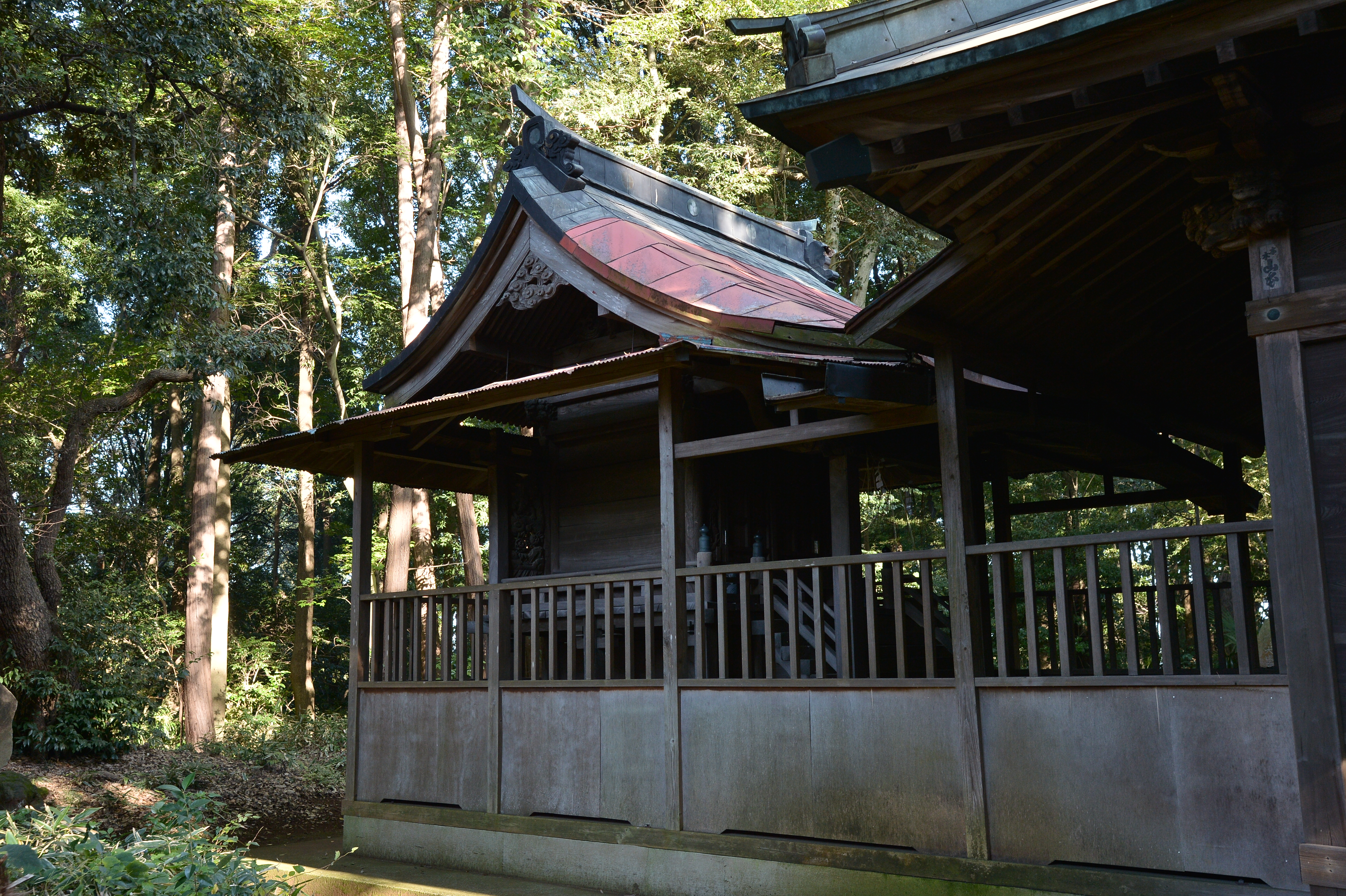
本殿

## 交通アクセス
- 東武バス思井福祉会館前バス停留所で下車、徒歩5分。